# Jeannette D. Ahonsou
Jeannette Délali Ahonsou, née en 1951 à Lavie-Huimé et morte le 19 juillet 2022 à l'âge de 68 ans,, est une romancière togolaise. Elle était professeur d’anglais au Lycée de Kpodzi (Kpalimé) au Togo. 

## Biographie
De nationalité togolaise, Jeannette Ahonsou est née à Lavie-Huimé dans la préfecture du Kloto en 1951. Nantie d'une licence ès lettres à l'Université du Bénin, actuelle Université de Lomé, elle a exercé en qualité de professeur de lettres, option anglais dans plusieurs établissements de son pays. Depuis sa retraite en 2007, elle consacre sa vie aux voyages et à l'écriture.
Le 13 septembre 2016, elle est à l'honneur lors d'une soirée consacrée à la littérature togolaise à l'Alliance française de Minneapolis dans l'État du Minnesota aux États-Unis.
Elle a publié six livres, dont Une Longue Histoire, qui lui a valu le Prix littéraire France-Togo en 1995,, et Le Trophée de Cristal publié en 2005.
Dans l'ensemble de ses œuvres, Jeannette Ahonsou est attachée à la condition féminine, au couple, à la famille, et à l'enfance malheureuse.
En 2023, elle est mise à l'honneur avec Bella Bellow de la 6e édition du Festival international des lettres et des arts.

## Ouvrages
- Une longue histoire, Lomé, Éditions Akpagnon, 1999 (ISBN 2-86427-054-4)
- Le Trophée de cristal, Lomé, Les Éditions de la Rose Bleue, 2005, 176 p. (ISBN 2-914567-07-3)
- Le Piège à conviction, Lomé, Editions Awoudy, 2013 (ISBN 979-10-91011-21-1)[11].
- Un tunnel sans bout, Lomé, Éditions Les Continents, coll. « Cris du cœur », 2015 (ISBN 978-2-918705-81-9)
- L'Affaire Carrefour
- Si proche du bonheur, Lomé, Les Continents, coll. « Fil bleu », 2022 (ISBN 978-2-918706-97-7)
- Pour l'amour d’iris, Editions Awoudy, 2023[4]